# Cantonul Le Puy-en-Velay-Sud-Est
Cantonul Le Puy-en-Velay-Sud-Est este un canton din arondismentul Le Puy-en-Velay, departamentul Haute-Loire, regiunea Auvergne, Franța.

## Comune
- Arsac-en-Velay
- Coubon
- Le Puy-en-Velay (parțial, reședință)